# جن ایم
جنیفر دوهی ایم یک وبلاگ نویس و طراح مد زیبایی مد آمریکایی می‌باشد. وی بیشتر به دلیل کانال یوتیوب خودش با اسم پیشین برخوردهای لباس نام برده می‌شود که در سال ۲۰۱۰ آغاز به کار نمود و تا سال ۲۰۱۹ به نزدیک ۲٫۴ میلیون مشترک دست یافت.
در ماه آگوست ۲۰۱۷، جنیفر خط تولید لباس ایگی را رهاسازی نمود که در اندازه چند دقایق بعد از منتشر نمودن به شکل آنلاین به فروش رسید. فوربس من را یکی از «تاثیر گذاران برتر» در مد در سال ۲۰۱۷ معرفی نمود

## حرفه

### یوتیوب
من و سارا چو کانال یوتیوب برخوردهای لباس را در سال ۲۰۱۰ هنگامی که آن دو در لس آنجلس مشغول زندگی بودند رهاسازی نمودند. فیلم‌های آنان بر مد نزدک و ارزان معطوف بود و به سرعت یک پایگاه هواداران تشکیل داد. چو برخوردهای لباس را در انتهای سال ۲۰۱۱ بعد از اینکه من به دانشگاه کالیفرنیا، دیویس رفتم، ترک نمود. من همچنان به تشکیل فیلم برای کانال ادامه دادم که تا ماه اوت ۲۰۱۹ بیش از ۳۱۹ میلیون بازدید کسب کرد او تا به امروز بیش از ۳٫۰۷میلیون مشترک در کانال یوتیوب خود دارا می‌باشد.

### دستیاری‌ها
جنیفر با نام‌ها نمادهای زیبایی و مد بسیاری از غبیل کلوین کلاین، لیوایز، میسیز و کلینیک لابراتوریز همکاری نمود. در سال ۲۰۱۶، او بخش بسیاری از لوازم آرایش به اسم «جن ن سایس کووی» را با نماد لوازم آرایشی کالر پاپ انتشار کرد.

### مسیر مد
در ماه آگوست ۲۰۱۷، ایم یک خط لباس به اسم ایگی را راه اندازی نمود که جمله کره ای برای «کودک» و اشاره ای به موقعیت ایم به عنوان جوان‌ترین گروه خانواده اش می‌باشد. خط یا مسیر لباس همانند عناصر ارث کره ای ایم بود و همچنین وسایل لباس‌های بی خاصیت از دیدگاه جنسیت را پدیدار می‌نمود. این خط در اندازه چند دقایق بعد از منتشر کردن آنلاین به فروش رسید. این خط چندین مجموعه در سال منتشر می‌نماید. در تاریخ ۲۳ جولای ۲۰۲۱، ایم در شبکه‌های اجتماعی خودش گزارش داد که بعد از گذشت ۳ سال و ۱۸ مجموعه، ایگی درهای خود را می‌بندد چون آغاز به تمرکز بر فصل بعدی زندگی خود به عنوان یک مادر نوین می‌نماید.

## زندگی شخصی
والدین جنیفر در کره جنوبی متولد شدند. مادر او مسئول عابر بانک است و پدر او در تولید لباس مشغول کار می‌باشد. جنیفر در لس آنجلس، کالیفرنیا متولد شد و در ان محل رشد پیدا کرد. جنیفر یک برادر بزرگ‌تر از خودش دارد به اسم جیمز. وی پیش از منتقل شدن به دانشگاه کالیفرنیا، دیویس، در دانشگاه بومی مشغول تحصیل شد و در سال ۲۰۱۳ با مدرک لیسانس در مطالعات ارتباطات مدرکش را اخذ نمود.
در تاریخ۲۶ مارس ۲۰۱۷، من با بن جولیف، درامر پیشین عضو آلترناتیو راک بریتانیایی یانگ گانز ازدواج نموده و مشغول زندگی با او شدم. آنان مراسم ازدواج خود را در تاریخ ۱۸ اوت ۲۰۱۸ در مالیبو، کالیفرنیا برگزار نمودند. این زوج تا به امروز درشهر لس آنجلس زندگی می‌کنند، و حاصل ازدواج این دو زوج صاحب یک فرزند پسر شدند.